# Theaterpathologisches Institut
Das Theaterpathologische Institut ist ein Theaterprojekt, das 1981 von Roland Reber in Hamburg gegründet wurde. Es spielte von 1983 bis 1989 in Hattingen und Lünen. Daraus ging später das Theater Institut  hervor. Mit skandalträchtigen Inszenierungen sorgte die Gruppe bis 1989 im Ruhrgebiet für Furore. Danach zog das TPI mit kräftiger Unterstützung des damaligen Ministerpräsidenten Johannes Rau in das Heinz-Hilpert-Theater Lünen um und hieß von da an THEATER INSTITUT. Aus diesem wurde dann das WELT THEATER PROJEKT (WTP), das in Zusammenarbeit mit der deutschen, russischen, jamaikanischen und indischen UNESCO-Kommission und im Rahmen der Weltdekade für kulturelle Entwicklung der United Nations, internationale Produktionen, mit Schauspielern aus der ganzen Welt realisierte. Leiter war über die gesamte Zeit der Autor und Regisseur Roland Reber, der sich seit 1999 ausschließlich der Inszenierung von Kinofilmen (u. a. "24/7 The Passion of Life", "Mein Traum oder Die Einsamkeit ist nie allein") widmet.
Schauspieler wie Fee Sachse, Jochen Nickel, Thirza Bruncken, Carsten Lorenz, Joe Bausch, Frank Hoelz und Thomas Rech sammelten hier ihre erste Bühnenerfahrung.